# Thor (Marvel Comics)
Thor Odinson (lett. "Thor figlio di Odino") è un personaggio dei fumetti statunitensi creato da Stan Lee, Larry Lieber (testi) e Jack Kirby (disegni), pubblicato da Marvel Comics. La sua prima apparizione avviene in Journey into Mystery (vol. 1) n. 83 di agosto 1962.
Ispirato all'omonima divinità della mitologia norrena, Thor, noto come il Dio del Tuono (God of Thunder) o Il Tonante (The Thunderer), è l'erede al trono di Asgard, figlio di Odino e di Gea. Grazie ai poteri derivatigli dal suo doppio retaggio e dal martello incantato Mjolnir, Thor è uno dei più forti e più importanti protettori di entrambi i mondi, un supereroe membro fondatore dei Vendicatori e uno degli esseri più potenti dell'Universo Marvel.
Nella classifica stilata nel 2011 da IGN, si è posizionato al 14º posto nella classifica come più grande eroe della storia dei fumetti, dopo Jean Grey e prima di Sogno.

## Genesi del personaggio
Pochi mesi dopo la creazione di Hulk, Stan Lee ha dichiarato di essersi chiesto: «Come fai a rendere qualcuno più forte della persona più forte? Alla fine l'ho capito: non renderlo umano - rendilo un dio. Ho deciso che i lettori erano già abbastanza familiari con gli dei greci e romani. Poteva essere divertente approfondire le vecchie leggende norrene... inoltre, ho immaginato che le divinità nordiche somigliassero ai vichinghi del passato, con le barbe fluenti, gli elmi con le corna e le clave da battaglia. Journey into Mystery aveva bisogno di una boccata di ossigeno, così ho scelto Thor... a intitolare la testata. Dopo aver scritto una base per la storia e i personaggi che avevo in mente, ho chiesto a mio fratello, Larry, di scrivere la trama perché io non ne avevo il tempo... e fu naturale per me assegnare le matite a Jack Kirby». Nel 1985 Kirby ha dichiarato: «Avevo realizzato una versione di Thor per la DC negli anni cinquanta prima di realizzarlo per la Marvel. Ho creato Thor alla Marvel perché sono sempre stato innamorato delle [sue] leggende, è per questo che conoscevo Balder, Heimdall e Odino. Ho provato a aggiornare Thor e a metterlo in un costume da supereroe, ma era sempre Thor», mentre in un'intervista pubblicata nel 1997 ha affermato: «Conoscevo molto bene le leggende di Thor, ma volevo modernizzarle. Sentivo che poteva essere qualcosa di nuovo per i fumetti, prendere le vecchie leggende e modernizzarle».
Il linguaggio di Thor e degli altri asgardiani comprimari delle sue avventure è volutamente arcaico e solenne, infarcito di termini enfatici che rendono i loro lunghi ed elaborati dialoghi simili ad un poema nordico o alle atmosfere wagneriane; i principali esempi delle forme shakespeariane con cui il personaggio è solito parlare sono le grida di battaglia «Have at thee!» ("In guardia!") o «I say thee nay!» ("Dicoti no!"), nonché il frequente utilizzo del pronome di seconda persona singolare "thou" ("tu"), che nell'inglese contemporaneo è stato sostituito da "you" ("voi").

## Storia editoriale
Nonostante il nome Thor fosse stato già utilizzato per un personaggio Timely Comics comparso sulle pagine di Venus (vol. 1) n. 12-13 (febbraio-aprile 1951), il personaggio della Marvel Comics esordì nell'antologia fantasy-fantascientifica Journey into Mystery (vol. 1) n. 83, datato agosto 1962.

Thor (con Ercole) disegnato da Jack Kirby

Dopo il suo esordio le storie del personaggio continuarono a essere pubblicate su Journey into Mystery (vol. 1) in storie da circa 13 pagine l'una che hanno visto alternarsi i testi di Stan Lee, Larry Lieber e Robert Bernstein e i disegni di Jack Kirby, Joe Sinnott, Don Heck e Al Hartley fino a quando, raggiunto il n. 125 nel febbraio 1966 la serie senza cambiare la numerazione venne ribattezzata a Thor (vol. 1). Inizialmente le storie del personaggio si accompagnavano alla serie di racconti brevi denominati "Tales of Asgard", iniziata sul n. 97 (ottobre 1963), poi divenuta The Mighty Thor dal n. 104 (maggio 1964), poi sostituita da una miniserie sugli Inumani nei n. da 146 a 152 (novembre 1967-maggio 1968), per poi infine scomparire allungando la serie principale da 13 a 20 pagine. Contemporaneamente, il Tonante diviene comprimario di The Avengers (vol. 1) fin dalla prima pubblicazione (settembre 1963), mentre la sua testata inizia dal n. 101 di Journey into Mystery (vol. 1) fino al n. 179 di Thor (vol. 1) (febbraio 1964-agosto 1970) un lungo ciclo a opera di Lee e Kirby in merito del quale il critico di fumetti Les Daniels ha dichiarato: «le avventure di Thor sono state gradualmente trasformate da storie su uno strano supereroe in una saga spettacolare», mentre il fumettista Chic Stone ha affermato che: «Kirby poteva semplicemente condurti attraverso tutti questi mondi diversi. I lettori lo avrebbero seguito ovunque».
Dopo Kirby, Neal Adams ha illustrato i n. 180 e 181 (settembre-ottobre 1970), venendo in seguito sostituito da John Buscema, che ne diviene l'artista principale fino al n. 278 (dicembre 1978), accompagnato dai testi di Gerry Conway, Len Wein e Roy Thomas, il quale ne diviene poi lo sceneggiatore principale, integrando numerosi aspetti dei miti nordici e dando spesso vita a vere e proprie trasposizioni a fumetti delle leggende norrene. A metà degli anni settanta la Marvel prende inoltre in considerazione l'idea di dare al personaggio una seconda testata in bianco e nero, ma il progetto fu poi abbandonato e ne rimangono solamente due storie, pubblicate rispettivamente su Thor Annual (vol. 1) n. 5 (1976) e su Marvel Preview (vol. 1) n. 10 (1977).
Dal n. 337 (novembre 1983) fino al n. 382 (agosto 1987), le avventure del personaggio vennero curate da Walter Simonson, il cui ciclo di storie, oltre a enfatizzare enormemente le origini mitologiche del personaggio, è stato un grande successo di pubblico e critica. Dopo W. Simonson, dal numero 383 si passò all'allora curatore editoriale della Marvel Tom DeFalco, che ha sceneggiato la testata, spesso in coppia col disegnatore Ron Frenz, fino al n. 459 (febbraio 1993). In seguito al crossover Heroes Reborn a metà degli anni novanta la serie, dopo il n. 502 (settembre 1996), torna a chiamarsi Journey into Mystery e ospita brevemente le avventure di Shang-Chi, la Vedova Nera e Hannibal King, prima di cessare la pubblicazione col n. 521 (giugno 1998), lasciando spazio al secondo volume di Thor, durato 85 numeri (luglio 1998-dicembre 2004) e sceneggiato da Dan Jurgens per i primi 79 e Michael Avon Oeming (con i disegni dell'italiano Andrea Di Vito) per gli ultimi 6, ovvero il ciclo del Ragnarok, a seguito del quale Thor e gli altri personaggi di Asgard spariscono dall'universo Marvel per tre anni.
Nel luglio 2007, il personaggio e i suoi comprimari fanno ritorno dalla lunga assenza nel terzo volume di Thor sceneggiato da J. Michael Straczynski e disegnato da Olivier Coipel e Marko Đurđević. La testata, dopo i primi 12 numeri, riassume la numerazione originale in occasione del seicentesimo. A partire dal 604 (febbraio 2010), Kieron Gillen sostituisce Straczynski ai testi fino al n. 614 (novembre 2010), venendo assistito ai disegni da Billy Tan, Richard Elson e Doug Braithwaite, prima che Matt Fraction gli subentri in qualità di sceneggiatore. In concomitanza con l'uscita del film Thor, diretto da Kenneth Branagh, vengono pubblicati quattro speciali: Thor: The Mighty Avenger, Thor: First Thunder, Thor: For Asgard e Iron Man/Thor. Dal n. 621 di Thor (maggio 2011) la serie riassume per la seconda volta il titolo Journey into Mystery, concentrandosi sulle avventure di Loki sceneggiate da Gillen, mentre a Fraction viene assegnata la gestione di una nuova testata, The Mighty Thor (vol. 1) (ai disegni Olivier Coipel e Pasqual Ferry), cancellata dopo 22 numeri per via del rilancio Marvel NOW! e sostituita da Thor: God of Thunder, serie sceneggiata da Jason Aaron e disegnata da Esad Ribić, che sarebbe durata 25 numeri. A ottobre 2014, in seguito a Original Sin, inizia un quarto volume di Thor, sempre scritto da Aaron, illustrato da Russell Dauterman, e incentrato su Jane Foster nei panni di una versione femminile del personaggio. A causa dell'evento Secret Wars la serie viene chiusa dopo 8 numeri, sostituita dalla miniserie di 4 numeri Thors e poi riaperta a evento concluso con lo stesso team creativo e col nome The Mighty Thor (vol. 2). Nel 2016, dopo diversi mesi di assenza, il Thor originale riottiene una sua testata a cura di Aaron e Coipel intitolata The Unworthy Thor, che si concluderà dopo 5 numeri. Nel 2018, terminata la serie del Thor femminile, è iniziata una nuova testata regolare con protagonista il Figlio di Odino. Essa è sceneggiata ancora da Jason Aaron e disegnata da Mike Del Mundo.

### Edizione italiana
In Italia le avventure di Thor sono state inizialmente pubblicate dall'Editoriale Corno sulla rivista omonima da aprile 1971 ad agosto 1980 per un totale di 243 numeri. Dopo il fallimento dell'editore i diritti sono passati alla Play Press, che lo ha prima pubblicato sui numeri da 1 a 36 di Silver Surfer (ottobre 1989-settembre 1992), e in seguito in una nuova testata interamente dedicata al personaggio e durata per 60 numeri (febbraio 1991-1994) più alcuni speciali. Con l'avvento di Marvel Italia, le avventure di Thor sono state inizialmente pubblicate assieme a quelle di Capitan America in Capitan America & Thor (novembre 1994-agosto 1997) e poi dal 1999 in maniera autonoma su Thor, per un certo periodo rinominato Thor & i Nuovi Vendicatori.

## Storia del personaggio

### Origini
Thor è il figlio del padre degli dei di Asgard, Odino e dello spirito della Terra Jord (avatar di Gea). L'obiettivo di Odino era quello di avere un figlio che avesse dei poteri non derivanti esclusivamente dalla patria degli dei celesti. Così Odino creò una caverna in Norvegia, dove Jord diede alla luce Thor. Thor viene cresciuto tra gli asgardiani nella convinzione che Frigga, la legittima sposa del padre, fosse anche sua madre biologica. Trascorsa la fanciullezza gettandosi nelle avventure più disparate assieme all'invidioso fratello adottivo Loki, agli amici Balder, Fandral, Hogun, Volstagg e al suo primo amore Lady Sif ben presto, non smentendo la forza e la nobiltà del suo retaggio, Thor diviene il miglior guerriero di Asgard, tanto abile da riuscire a brandire il martello incantato Mjolnir e da recuperare l'anello del Nibelungo per conto di suo padre sotto le mentite spoglie di "Siegfried", dando vita all'omonima leggenda. Tutto ciò porta tuttavia il principe asgardiano a sviluppare un carattere arrogante, impulsivo e quasi guerrafondaio, motivo per il quale Odino decide di insegnargli il valore dell'umiltà esiliandolo sulla Terra (senza memoria né poteri) nel corpo del giovane, gracile, mite e zoppo studente di medicina Donald Blake che, dopo dieci anni, apre una clinica privata a New York divenendo un brillante dottore noto per le sue virtù di perseveranza e compassione. Compreso che ormai ha imparato la lezione, Odino fa in modo che il figlio vada in vacanza in Norvegia, presso una grotta, rinvenga Mjolnir e recuperi i suoi poteri in tempo per sventare un'invasione di alieni kronani.
Successivamente Thor e il suo alter ego Donald Blake iniziano una doppia vita prendendosi cura dei malati nella loro clinica privata assieme all'infermiera Jane Foster (amata da entrambi) e difendendo l'umanità dal male. I principali avversari affrontati dal "Dio del Tuono" nel corso delle sue prime avventure sono l'Uomo Assorbente, il Distruttore, il Demolitore, Zarrko l'uomo venuto da un altro mondo, l'Uomo Radioattivo, l'Uomo Lava, Cobra, Mister Hyde, Amora l'Incantatrice, Skurge l'Esecutore, Gargoyle e infine il suo arcinemico nonché fratello adottivo Loki che, in un'occasione, per sconfiggerlo assume il controllo di Hulk facendolo scontrare con lui, prima che la situazione degeneri però, in soccorso dell'eroe asgardiano arrivano Iron Man, Ant-Man e Wasp, grazie ai quali riesce a liberare Hulk mettendo in fuga il "Dio delle Malefatte". Visto l'ottimo lavoro di squadra, terminata la battaglia i cinque eroi decidono di formare i Vendicatori.
Innamoratosi di Jane Foster e della vita sulla Terra, Thor si rifiuta di fare ritorno ad Asgard anche dopo che Odino sancisce la fine del suo esilio, cosa che crea numerosi attriti tra padre e figlio. Nel frattempo, a causa delle macchinazioni di Loki, l'eroe si vede trascinato in una serie di avventure epiche quali affrontare il demone Surtur e il gigante Skagg al fianco di Odino e Balder o provare la sua innocenza da una falsa accusa davanti al Tribunale degli Dei; eventi che lo costringono a prendersi un lungo periodo d'assenza dai Vendicatori. Tempo dopo, Thor conosce il dio greco Ercole con cui, dopo aver affrontato Pluto, Ego il Pianeta vivente e l'Alto Evoluzionario, instaura una profonda e duratura amicizia. Infine, Odino acconsente a trasformare Jane in una dea per sottoporla a una prova e stabilire se sia degna del figlio ma, dopo aver fallito, l'infermiera viene privata dei poteri e rispedita sulla Terra senza alcun ricordo di Thor, il quale in seguito ricomincia la sua storica relazione con Sif, assieme alla quale affronta per la prima volta il troll Ulik. Dopo essersi ricongiunto ai vecchi compagni di battaglia per proteggere Asgard dal mostro chiamato Mangog, Thor soccorre Sif dopo che "Lui" la rapisce, scopre le origini di Galactus, affronta nuovamente Surtur, lo Straniero e Abominio, dopodiché si scontra col Dottor Destino. Alla fine, si innamorerà di un’altra ragazza, Viviana, una delle poche valchirie rimaste. Thor sacrificherà tutto pur di salvarla da un terribile destino cioè la morte. I due, separati per anni, si rincontreranno e daranno alla luce Louis, un semidio.

### Difensore della Terra
Dopo aver impedito alla "Dea della Morte" Hela di impadronirsi di Asgard, sconfitto Mangog in due differenti occasioni, vissuto un'altra serie di avventure al fianco di Ercole e combattuto il "Potere di Odino" (Odin Force) nel momento in cui diviene una pericolosa forza senziente, Thor si salva da un'antica profezia, secondo la quale sarebbe caduto in battaglia contro il Serpente di Midgard, grazie al sacrificio del reporter Red Norvell, insignito da Loki degli stessi poteri del Dio del Tuono. In seguito, "Il Tonante" affronta numerose battaglie al fianco degli Eterni e scopre il ciclo di eterna distruzione e rinascita cui è condannata Asgard. Al termine della Quarta Coorte dei Celestiali, giunti sul pianeta per giudicare la razza umana, Thor scopre la vera identità di sua madre dunque rendendosi conto della profonda e recondita ragione del suo attaccamento alla Terra. Nel corso delle sue successive avventure l'asgardiano affronta due Araldi di Galactus, il demone Mefisto e il "Dio della Guerra" Tyr, libera Drax il Distruttore dalla possessione di un parassita alieno, collabora con Iron Man per sconfiggere la Bi-Bestia e la Super Bestia, combatte contro il drago Fafnir e il conte Dracula; dopodiché scopre dell'esistenza di Atum, il "Divoratore di Dèi", figlio di Gea e quindi suo fratellastro, che affronta per ristabilire gli equilibri universali.
Esplorando una navicella aliena su richiesta di Nick Fury, Thor si imbatte inoltre in Beta Ray Bill, un alieno korbinita che, dopo qualche iniziale dissapore, si dimostra degno di impugnare Mjolnir, ragion per cui viene insignito da Odino dei medesimi poteri del figlio e riceve il martello incantato Stormbreaker, la cui creazione cancella tuttavia Donald Blake dall'esistenza, cosa che costringe Thor a crearsi una nuova identità segreta camuffandosi da mortale e spacciandosi per il lavoratore edile Sigurd Jarlson. Bill diviene successivamente uno dei principali alleati di Thor e di Asgard, assistendo il regno nella lunga guerra con le schiere del demone Surtur, al termine della quale, pur riuscendo a sconfiggere il nemico, apparentemente, Odino muore lasciando al figlio il gravoso compito di impedire che il regno sprofondi nel chaos a causa delle macchinazioni di Loki o di Hela, che arriva a maledire Thor rendendo le sue ossa fragili come vetro e privandolo della possibilità di morire, cosa che gli provoca numerosi danni lasciandolo in uno stato di perenne agonia finché il suo corpo viene completamente polverizzato dopo uno scontro col Serpente di Midgard.
Assunto il controllo del Distruttore, Thor riesce a costringere Hela ad annullare l'incantesimo ripristinando la sua forma originaria, dopodiché affronta nuovamente i Celestiali e riesce a ritrovare Odino (imprigionato da Seth a seguito alla sua presunta morte) restituendo a Asgard il suo legittimo sovrano, che tuttavia poco dopo sprofonda nel "Sonno di Odino" (Odinsleep) lasciando Heimdall a governare in sua vece. Nel corso di tale periodo, Thor è costretto a uccidere Loki, andando contro il volere di Odino e costringendo dunque il reggente di Asgard a esiliarlo assegnando il suo ruolo e i suoi poteri al mortale Eric Masterson, con cui, per un certo periodo, il "Dio del Tuono" è stato fuso; in seguito si scopre però che Loki è ancora vivo e dunque, poco dopo il risveglio di Odino, Thor viene richiamato dall'esilio e torna a ricoprire il ruolo di protettore dei Nove Regni. Poco tempo dopo, a causa delle numerose assunzioni di identità mortali, Thor ha un crollo nervoso e cade vittima della "follia del guerriero", da cui si riprende solo grazie al padre, a Adam Warlock e al Dottor Strange.

### Re di Asgard e Ragnarök
In seguito alla battaglia con Onslaught Thor muore assieme a molti Vendicatori e ai Fantastici Quattro ma il semi-onnipotente Franklin Richards li resuscita in un universo tascabile di sua creazione da cui fanno poi ritorno all'universo originario. Scoperto che in sua assenza gli Dèi Oscuri hanno catturato la sua gente, il Dio del Tuono corre in loro soccorso insieme a Ercole ma, nel corso di tale impresa, viene ucciso dal Distruttore e, per salvarlo, uno dei corvi di Odino unisce la sua forza vitale a quella di Jake Olson, giovane paramedico a sua volta deceduto nello scontro. L'unione vitale tra i due ha però breve durata in quanto, poco dopo, Odino li separa di modo che Olson possa riprendere in mano la propria vita mentre Thor partecipa all'ennesima guerra tra Asgard e i Demoni di Fuoco, al termine della quale Odino e Surtur si uccidono a vicenda; un addolorato Thor si assume dunque le sue responsabilità e sale al trono ereditando il regno e l'immenso potere paterno. Trovandosi diviso tra i suoi doveri regali e il desiderio di proteggere i mortali, per non dover scegliere Thor decide di modellare la Terra a immagine del suo mondo instaurando, di fatto, una tirannia provocando numerosi dissapori da parte dei suoi alleati e del governo statunitense, che decide infine di lanciare una bomba atomica su Asgard portando il "Dio del Tuono" a dichiarare guerra al mondo intero e conquistarlo. Sposatosi con Amora in un matrimonio di convenienza, Thor ha un figlio, Magni, che, raggiunta l'età adulta, decide di sollevarsi contro il padre dando vita a una sanguinosa guerra nel corso della quale, rendendosi conto del suo errore, Thor resetta tali eventi attraverso un viaggio temporale.
In seguito, Loki ritrova lo stampo di Mjolnir, il nucleo di una stella, e se ne serve per costruire innumerevoli altri martelli magici con cui armare un esercito per marciare su Asgard e dare inizio a Ragnarǫk. I Nove Regni, tranne Midgard, vengono conquistati uno a uno dall'esercito di Loki. Thor entra in possesso del potere di Odino e della sua saggezza, grazie alla quale capisce che Ragnarok non è un unico evento apocalittico, ma un ciclo creato da Dei superiori, attraverso il quale essi si nutrono dell'energia di Asgard. Thor affronta l'odiato fratello adottivo sulla cima dell'Albero della Vita (Yggdrasill) e lo decapita. Poi si erge contro "Coloro che Siedono nell'Ombra" ponendo fine alla maledizione del Ragnarök; rendendosi conto che tale è sempre stato il piano di Odino, mentre il crepuscolo delle divinità si avvia al compimento, Thor rimane sospeso nel vuoto in una sorta di ibernazione.

### Il ritorno del Dio del Tuono

Thor nella versione di Olivier Coipel

Anni dopo, Mjolnir viene rinvenuto sul suolo statunitense e posto sotto la sorveglianza della United States Army ma, quando il Dottor Destino irrompe nella struttura tentando senza successo di rubarlo, nella confusione che si genera, il martello viene trafugato di nascosto da Donald Blake, nel frattempo divenuto un'entità a sé stante; grazie all'artefatto il medico riesce a raggiungere Thor nel vuoto risvegliandolo dal suo stato di sospensione e convincendolo a unirsi nuovamente a lui e tornare sulla Terra per resuscitare tutti gli dèi del pantheon, rinati sotto spoglie mortali eccetto Odino, rimasto in un limbo per prevenire il ritorno di Surtur.
Ripristinato in seguito il regno di Asgard a Broxton, Oklahoma, Thor viene a sapere degli eventi della guerra civile dei superumani e del ruolo giocatovi da Iron Man; infuriatosi, non appena questi lo avvicina per chiedergli di registrarsi a sua volta, Thor minaccia di considerare al pari di un nemico chiunque si avvicini al suo regno senza permesso, ragione per la quale il governo si vede costretto a riconoscere ad Asgard lo status di ambasciata.
Solo molto tempo dopo il Dio del Tuono e Capitan America si riconciliano definitivamente con Iron Man.
Nel corso dell'invasione segreta degli Skrull, Thor e Beta Ray Bill uniscono le forze per difendere la Terra da una delle flotte dei mutaforma, dopodiché, a causa delle macchinazioni di Loki, l'eroe asgardiano si trova costretto a uccidere il suo resuscitato nonno Bor, cosa che costringe Balder a esiliarlo da Asgard; inoltre Mjolnir viene danneggiato nella battaglia e, per ripararlo, Thor chiede aiuto al Dottor Strange, che infonde l'anima del guerriero nel martello legandoli indissolubilmente. Tale riparazione permette a Thor di salvare Sif dalle grinfie di Loki, che la tiene prigioniera in forma mortale per potersi servire del suo corpo. I piani di Loki inducono Balder a spostare il regno di Asgard dall'Oklahoma alla Latveria, terra dominata dal Dottor Destino. Il dio dell'Inganno agiva in combutta con Von Doom: gli aveva promesso infatti i corpi di alcuni asgardiani da dissezionare e studiare, per carpire il segreto dell'immortalità. Thor comprende l'inganno e sconfigge i due avversari, ma non riesce a impedire che diversi asgardiani minori siano uccisi da Destino.

### Assedio e Fear Itself
Durante l'Assedio ad Asgard degli Oscuri Vendicatori di Norman Osborn, Thor si erge in difesa del regno assieme ai suoi compatrioti e alla coalizione formata da Giovani Vendicatori, Secret Warriors e Nuovi Vendicatori, riuscendo a respingere le truppe nemiche ma non ad impedire a Sentry di radere al suolo Asgard e uccidere un pentito Loki, provocando la furia di Thor che, in tutta risposta, uccide Sentry. Terminato il conflitto il governo statunitense fa marcia indietro riguardo all'Atto di Registrazione dei Superumani e Balder annulla l'esilio di Thor nominandolo suo consigliere. Nel frattempo, aiutato Amadeus Cho a soccorrere Ercole da una dimensione parallela, Thor si unisce alla Squadra di Dei formata dall'amico per affrontare il Re del Caos; bisognoso d'aiuto, in tale frangente l'asgardiano decide di resuscitare il padre Odino e di ripristinare memoria e poteri del fratello adottivo Loki, reincarnatosi in un ragazzino.
Qualche tempo dopo Sin libera il fratello di Odino: Cul il "Dio della Paura" noto come "Il Serpente" imprigionato e rimosso dalla memoria per via della sua ferocia; una volta uscito dalla sua prigione nella fossa delle Marianne, egli accresce sempre di più il suo potere annidando la paura nei cuori umani e fomentandola fino a scatenare la Guerra del Serpente, un conflitto con tutti i supereroi del pianeta nel corso del quale, pur sconfiggendo il nemico, Thor muore a causa delle ferite. Al funerale del Dio del Tuono il troll Ulik ne usurpa il ruolo ribattezzandosi "Tanarus" e sostituendosi a lui nella memoria di tutti tramite un incantesimo. In seguito però, Thor, resuscitato e fatto tornare dal limbo delle divinità dimenticate grazie a Loki e Silver Surfer, sconfigge l'impostore.
Come conseguenza di tali eventi, Blake e Thor vengono nuovamente separati.
Nello svolgimento della guerra tra Vendicatori e X-Men, Thor guida i Vendicatori Segreti contro la Fenice venendo però sconfitto e catturato da Colosso e Magik, entrambi potenziati da tale entità. Terminato il conflitto Capitan America seleziona Thor per entrare nella Avengers Unity Squad, gruppo composto sia da Vendicatori che da X-Men.

### L'arrivo di Jason Aaron
Nel 2013 un nuovo scrittore inizia a occuparsi delle sceneggiature di Thor: è Jason Aaron, già conosciuto per i suoi cicli su Wolverine & X-Men, Ghost Rider e Hulk. Sotto le sue mani Thor si trova ad affrontare Gorr il Macellatore di Dei, che vuole sterminare tutti gli dei dell'universo, aiutato da un'arma di potenza cosmica, la Necrospada. La narrazione si svolge su più piani temporali: uno, quello del Thor vendicatore, nel tempo presente; il secondo nell'Alto Medioevo, quando Thor era giovane e non ancora degno di Mjolnir; il terzo nel futuro remoto, quando Thor è l'ultimo dio di Asgard, senza un occhio e con un braccio mancante rimpiazzato da quello del Distruttore. I tre Thor uniti sconfiggono Gorr. Nel secondo ciclo di storie, Malekith viene liberato dalla sua prigione e dà inizio a una guerra che percorre tutti i regni, che ha avuto il suo culmine nella serie "The War of the Realms", uscita nel 2019 negli USA. Nell'ultima parte della serie "God of Thunder" Thor lotta contro la multinazionale del petrolio Roxxon, aiutato da Rosalind Solomon, un'ambientalista dello Shield.

### Indegno
Dopo il misterioso omicidio di Uatu l'Osservatore, tutti i segreti da esso custoditi vengono esposti; di conseguenza riemerge il ricordo del Decimo Regno: Haven, terra di un tipo di Angeli (simile al Paradiso solo per l'assonanza del nome, ma diverso dall'altro regno dove finiscono i giusti) il cui collegamento con Yggdrasill è stato reciso in preda all'ira da Odino dopo che essi gli fecero credere di avere ucciso sua figlia, Angela, in realtà cresciuta con loro. Ricongiuntosi alla sorellastra, Thor collabora con gli eroi della Terra smascherando il colpevole dell'assassinio di Uatu: Nick Fury, il quale, nel corso dello scontro finale, sussurra all'orecchio del Dio del Tuono un segreto che lo rende indegno di brandire Mjolnir. Successivamente, Thor perde anche il braccio sinistro in combattimento contro Malekith il Maledetto, mentre una misteriosa figura femminile (poi rivelatasi Jane Foster) solleva il martello incantato assumendo il manto di nuova Thor. Seppur inizialmente desideroso di reclamare l'artefatto l'asgardiano le cede volentieri il nome di "Thor" dopo averla visto in azione; decidendo da lì in poi di farsi chiamare solo "Figlio di Odino" e di proseguire il suo operato da supereroe servendosi di una protesi in uru nero e dell'ascia da battaglia Jarnbjorn.
Tempo dopo, quando Capitan America coinvolge tutti i vendicatori nella caccia agli Illuminati, rei di aver distrutto intere Terre alternative e ucciso i loro abitanti pur di salvare la propria e il proprio universo, Thor deciderà di tenersi fuori dallo scontro giudicandolo inutile; si unirà così a Roberto Da Costa, anch'egli vendicatore e nuovo capo dell'A.I.M., intenzionato a porre fine alle Incursioni tra universi paralleli servendosi dei metodi scientifici. Prima dell'Incursione finale tra Terra 616 e Terra 1610, parteciperà ad un'ultima missione disperata per tentare di fermare gli Arcani, esseri onnipotenti e veri fautori delle Incursioni, insieme ai compagni vendicatori Hyperion, Starbrand e Nightmask: quest'ultimo muore nel teletrasportare i compagni dall'altra parte dell'universo, mentre gli altri tre cadranno poco dopo combattendo valorosamente contro gli Arcani stessi.
Nella serie limitata del 2016 L'indegno Thor, il Figlio di Odino viene a sapere che il martello di Ultimate Thor è accidentalmente atterrato su Asgard seguendo la trama di Secret Wars. In ultima analisi, rifiuta la possibilità di sollevarlo e rivela a Beta Ray Bill che le parole che Nick Fury gli sussurrò erano "Gorr aveva ragione", spiegando che nessun dio è degno di ammirazione dei mortali. Dopo questo un individuo sconosciuto, poi rivelatosi Volstagg, raccoglie il martello di Ultimate Thor divenendo "War Thor".

### Jane Foster, la Potente Thor
Nelle due serie a lei dedicate, la sostituta di Odinson lotta contro diversi nemici: Malekith, i Giganti di Ghiaccio, i demoni di Muspelheim, gli Dei Shi'ar e infine Mangog, che distrugge Asgard, priva della vista Heimdall e alla fine viene ucciso dalla Tempesta insita nel cuore di Mjolnir. Il martello, privo della Tempesta, viene lanciato nel sole. Jane arriva fino ai cancelli del Valhalla, ma viene richiamata indietro dall'Indegno, che imbriglia il potere della Tempesta e riporta Jane alla vita. La donna, senza più Mjolnir, cessa la sua attività come Thor e si dedica solo a combattere il cancro dentro di lei.
Thor Odinson continua le sue battaglie, grazie a nuovi martelli forgiati dai nani di Nidavellir e incantati da Odino, e con un nuovo braccio dorato.

## Poteri e abilità
Thor, essendo figlio di Odino e Gea, incarnazione della dea della Terra, è il più potente tra gli asgardiani. Difatti, oltre a possedere i poteri comuni a tutta la sua razza, ovvero: forza, resistenza, velocità, agilità, sensi e riflessi sovrumani, derivanti dall'avere pelle e ossa circa tre volte più dense di quelle di un comune essere umano, la sua longevità è quasi illimitata. Essendo un dio, è immune alla morte naturale e a differenza degli altri asgardiani, i suoi poteri non subiscono alcuna riduzione spostandosi da Asgard alla Terra. È quasi completamente invulnerabile, i suoi sensi sono tanto acuti da permettergli di localizzare oggetti che si spostano a velocità superluminale o di percepire un suono dall'altra parte del pianeta, le sue capacità di sopportazione sono tali da permettergli di affrontare un'intera armata di Giganti di Ghiaccio per nove mesi senza sosta né sostentamento riuscendo a sconfiggerli, inoltre è immune a qualsiasi disagio terrestre e alla magia, sebbene solo entro certi limiti. Eccellente leader e finissimo stratega, per scongiurare definitivamente Ragnarǫk Thor si è impiccato per nove giorni e nove notti a uno dei rami di Yggdrasill ottenendo una sorta di onniscienza: la "saggezza delle rune". In qualità di miglior guerriero di Asgard, è un superbo combattente sia a mani nude che con le armi bianche, in particolare il martello, la spada, l'ascia da battaglia e la mazza. Se portato al limite nel corso di uno scontro, Thor è in grado di entrare in uno stato mentale noto come "follia del guerriero" (in norvegese: berserksgangr) grazie al quale incrementa notevolmente le sue capacità combattive ma perde completamente il controllo di sé stesso, attaccando indistintamente nemici e alleati. Oltre a essere in grado di guarire le sue ferite in pochi istanti servendosi di forze mistiche, per retaggio materno esercita un innato controllo sulla superficie terrestre. Thor inoltre sa parlare tutte le lingue dei Nove Regni.
Occasionalmente Thor si serve di Megingjörð, una cintura capace di raddoppiare la sua forza, sebbene la sua arma abituale sia il Mjolnir, un martello incantato, virtualmente indistruttibile, brandibile solo da coloro che ne sono degni, capace di tornare sempre in mano al suo possessore e di conferire poteri quali: il volo, l'emissione e l'assorbimento di energia, il teletrasporto dimensionale, il viaggio temporale e la manipolazione degli agenti atmosferici come la neve, la pioggia, il vento e soprattutto il fulmine. Tuttavia, Thor può fare quest'ultima cosa anche senza usare il Mjolnir. In qualità di "Dio del Tuono", Thor è capace di emettere fulmini di gran lunga più potenti di quelli presenti in natura e di servirsene per eseguire una defibrillazione. Thor può generare raggi di energia dall'immensa potenza offensiva (God-Blast), termici (Thermo-Blast) o in grado di respingere altre forme energetiche (Anti-Force). Tramite il Mjolnir, Thor è inoltre in grado di manipolare la materia, la materia oscura e l'antimateria, creare campi di forza e, ruotandolo rapidamente per poi lanciarlo nella direzione desiderata rimanendo aggrappato al laccio di cuoio in fondo al suo manico, volare a velocità supersonica (nell'atmosfera terrestre) o superluminale (nello spazio). Sebbene se ne serva raramente, il "Dio del Tuono" possiede inoltre un carro da guerra trainato da Tanngnjóstr e Tanngrisnir, due capre asgardiane insignite di poteri mistici tali da renderle in grado di viaggiare tra i Nove Regni quasi alla stessa velocità del Mjolnir.
Dopo che il Dottor Strange ha infuso nel Mjolnir una parte dell'anima di Thor per ripararlo da un danno subito in battaglia, la vita dell'asgardiano diviene legata a doppio taglio all'integrità della sua arma.

## Altre versioni
Altri cinque personaggi hanno assunto il ruolo di Thor:
- Roger "Red" Norvell, noto anche come Thor II, è apparso per la prima volta in Thor (vol. 1[1]) n. 273 (luglio 1978) a opera di Roy Thomas (testi) e John Buscema (disegni). Reporter innamoratosi di Lady Sif nel corso di una spedizione ad Asgard, viene insignito da Loki degli stessi poteri di Thor per poterlo affrontare, sottrargli Mjolnir, rapire Sif e fuggire. Dopo che la dea riesce a farlo ragionare tuttavia, Red fa ammenda per le sue azioni morendo al posto di Thor nello scontro con il Serpente di Midgard[83]. Il suo spirito, salito nel Valhalla, viene successivamente richiamato alla vita da Odino, il quale gli conferisce nuovamente dei poteri nominandolo nuovo protettore di Asgard al posto di Thor, che ha lasciato il regno dopo una lite col padre[187]. Nel momento in cui, per difendere i suoi sudditi dalle mire di Seth, Odino li priva di memoria e poteri nascondendoli sulla Terra, Red è il solo a mantenere i ricordi e, dopo aver recuperato anche i suoi poteri[188], si mette alla ricerca degli asgardiani assieme a Thor ma muore nel corso dell'impresa[189] e viene resuscitato come servitore di Seth[190]. Liberatosi dal dominio del dio egizio nel momento in cui l'essenza divina di tutti gli asgardiani viene ripristinata, Red contribuisce alla battaglia contro Seth[191] venendo però in seguito catturato dagli Dèi Oscuri e, successivamente, liberato da Thor[119]. Non è noto quale sia stato il suo destino dopo Ragnarök.
- Beta Ray Bill: Alieno korbinita geneticamente modificato, nonostante l'apparenza mostruosa Bill si rivela il primo extraterrestre capace di brandire Mjolnir e, dopo una battaglia con Thor per il possesso dell'arma[192], viene dotato da Odino di un martello incantato chiamato Stormbreaker, che gli conferisce gli stessi poteri del "Dio del Tuono", di cui diviene uno dei maggiori alleati.
- Eric Masterson: Architetto incontrato da Thor nei panni di Sigurd Jarlson, Eric diviene un prezioso alleato dell'asgardiano[193] che, per salvarlo da una ferita mortale, decide di fondersi con lui[194]; portando Heimdall a nominarlo nuovo Thor nel momento in cui è costretto a esiliare l'eroe per l'apparente omicidio di Loki[111]. Quando Odino rimuove la condanna del figlio, Eric ottiene una mazza incantata come ringraziamento per i suoi servigi e se ne serve come arma per proseguire l'attività supereroistica col nome di Thunderstrike[195]. Dopo essersi servito dell'ascia maledetta Bloodaxe per sconfiggere Seth, ne combatte l'influenza maligna e muore per lo sforzo[196].
- Dargo Ktor, noto anche come Thor III, è apparso per la prima volta in Thor (vol. 1[1]) n. 384 (ottobre 1987) a opera di Tom DeFalco (testi) e Ron Frenz (disegni). Abitante di un futuro alternativo distopico (Terra-8710) oppresso da un regime denominato Corporazione, Dargo, assieme alla fidanzata Salla, partecipa a una cerimonia del "Culto del Martello", setta i cui adepti tentano di sollevare Mjolnir nella speranza che uno di loro divenga l'erede di Thor. Nel momento in cui Loki, temendo i propositi del culto, si allea con la Corporazione mandando le sue truppe a fermare il rito, Dargo afferra Mjolnir divenendo il nuovo Thor e sconfiggendo i gregari del "Dio delle Malefatte", che per evitare altre battaglie decide di distruggere la Corporazione mettendo fine al loro dominio[197]. Sebbene in seguito l'uomo lasci che il martello vada verso il suo proprietario in un tunnel temporale, tempo dopo Mjolnir ritorna da lui[198] e Zarrko l'uomo venuto dal domani, approfittando della cosa, lo manda nella realtà di Terra-616 per fargli affrontare Eric Masterson con l'inganno[199] sebbene poi, grazie a Beta Ray Bill, Dargo comprenda la verità e si allei con gli altri due Thor per fermare i piani di Zarkko[113]. I tre formano successivamente i Thor Corps e, combattendo al fianco del Thor originale, riescono a sconfiggere Demonstaff[200].
- Jane Foster: Nel momento in cui Thor diviene indegno di brandire Mjolnir[158] Jane Foster, a insaputa di chiunque, riesce a sollevare l'arma e diviene la nuova "Dea del Tuono"[160].
- In 1602, il predicatore cristiano padre Donald è la forma mortale di Thor, tuttavia disprezza profondamente la suddetta partizione di coscienza ritenendo lo porterà alla dannazione[201]. Tale versione del personaggio, anziché esprimersi nella tradizionale forma shakespeariana, parla in versi allitterativi anglosassoni.
- Nel futuro di Marvel 2099, gli asgardiani hanno cessato di esistere ma intorno a loro si è creato un culto tanto vasto da spingere la società senza scrupoli nota come Alchemax a creare un programma di realtà virtuale chiamato Valhalla. Uno dei preti del suddetto culto, Cecil MacAdam, vi viene connesso dall'amministratore delegato della società divenendo il nuovo Thor, condizionato mentalmente affinché obbedisca alla Alchemax[202]. Successivamente un ringiovanito Steve Rogers solleva Mjolnir divenendo brevemente il nuovo Thor, prima di consegnarlo a Miguel O'Hara (Uomo Ragno 2099)[203].

### Amalgam
Thor è stato usato, assieme a dei personaggi DC Comics, per creare due personaggi Amalgam Comics:
- Thorion (unione di Thor e Orion) è il figlio di Thanoseid (unione di Thanos e Darkseid) cresciuto dall'Altopadre di Tutto (unione tra l'Altopadre e Odino) il quale in cambio ha ceduto al tiranno suo figlio L'ok D'saad (unione tra Loki e Desaad) così da formare una tregua tra Apokolips e Nuova Asgard[204]. Nel tentativo di impedire Ragnarǫk, Thorion sprigiona una tale energia da disintegrarsi e rigenerarsi sotto forma di un essere chiamato "Celestiale".
- Thor-El/Access (unione tra Thor e Superman) è un essere costituito di pura energia membro della X-League[205].

### Mangaverse
Nel Marvel Mangaverse, Thor viene evocato dagli eroi della Terra per sconfiggere il demone Dormammu.

### Marvel contro DC
Nel crossover Marvel contro DC, Thor affronta Shazam vincendo piuttosto facilmente.

### Marvel Noir
Nella serie Iron Man Noir, il Barone Zemo dichiara che, in passato, il suo castello è appartenuto a un folle che, convinto di essere una divinità di Asgard, aggrediva sovente i visitatori con un martello; lo scheletro del suddetto nobile nordico viene mostrato in una teca di vetro con il tipico elmo di Thor.

### Marvel Zombi
Nella realtà di Marvel Zombi, Thor è tra i tanti supereroi infetti e, non essendo più degno di brandire Mjolnir, si serve di un martello composto legando un mattone a un bastone. Dopo la sconfitta di Silver Surfer, Thor è tra i pochi zombie che riescono a nutrirsi di lui acquisendo i suoi poteri cosmici ma viene successivamente ucciso e bruciato da Giant-Man.

### Spider-Ham
Nell'universo di Spider-Ham è presente una parodia del personaggio: Thrr "Il Cane del Tuono".

### Ultimate
Nell'universo Ultimate Thorlief Golmen è un infermiere norvegese no global dalle tendenze hippie convinto che il governo stia cospirando per creare un nuovo ordine mondiale. Nonostante si dichiari la reincarnazione di Thor, sappia volare, possa generare elettricità, abbia tratti di onniscienza e possegga una singolare arma metà ascia e metà maglio (Mjolnir) utilizzabile solo da lui, molti lo credono un pazzo ossessionato dai miti nordici, ciò non di meno viene reclutato negli Ultimates e, in seguito, affrontando il fratellastro Loki dimostra di essere veramente Thor, fatto rinascere sulla Terra dal padre Odino in seguito alla distruzione di Asgard per impedire a Loki di scatenare la Terza Guerra Mondiale facendo così risorgere il regno e riacquisendo appieno i suoi poteri divini nonché un aspetto più simile alla controparte classica. Nel momento in cui Reed Richards e i suoi Figli del Domani uccidono nuovamente tutti gli asgardiani radendo al suolo la città, Thor ritorna mortale iniziando a servirsi di un assetto di poteri tecnologici fornitigli da Tony Stark.

### What If?
Il personaggio è stato reinventato in tre scenari della serie fuori continuity What If?:
- Nel primo, che immagina cosa sarebbe successo se fosse stata Jane Foster a trovare Mjolnir al posto di Donald Blake, essa diviene la supereroina Thordis e salva perfino Asgard da Ragnarök venendo poi costretta da Odino a cedere il martello a Blake per poter liberare il figlio dalla sua prigionia mortale. In seguito tuttavia, Jane e il ripristinato Thor si innamorano e convolano a nozze, motivo per il quale Odino le conferisce lo status di dea[215].
- Nel secondo, che immagina cosa sarebbe successo se Rogue avesse assorbito permanentemente i poteri di Thor, non riuscendo a controllarli la giovane mutante uccide vari membri dei Vendicatori e della Confraternita dei mutanti malvagi prima di rivelarsi degna di brandire Mjolnir e venire manipolata da Loki affinché attacchi Asgard. Vedendo il sincero dolore di Odino tuttavia, Rogue rinsavisce e decide di abbracciare il suo ruolo di nuova Thor[216].
- Nel terzo, che immagina cosa sarebbe successo se per difendere Asgard da Galactus Thor avesse deciso di divenire un suo araldo, egli decide inizialmente di guidare il Divoratore di Mondi solo su pianeti abitati da razze assetate di sangue che reputa meritevoli della distruzione, tuttavia, anni dopo, saputo che Asgard è caduta in mano a Loki e ai Giganti di Ghiaccio, vi si reca facendo sì che venga divorata da Galactus[217].

## Altri media

### Cinema

#### Progetti abbandonati
Negli anni novanta, prima di dirigere la sua trilogia di Spider-Man, Sam Raimi si era detto interessato a girare un film su Thor, progetto che ricevette l'approvazione di Stan Lee ma non della Fox, all'epoca detentrice dei diritti cinematografici del personaggio, la quale temeva che sarebbe stato troppo simile alla nota serie televisiva di Raimi Hercules. Per il ruolo del protagonista venne preso in considerazione l'ex-wrestler canadese Tyler Mane.

#### Marvel Cinematic Universe
Nel franchise del Marvel Cinematic Universe, Thor è interpretato da Chris Hemsworth, che per calarsi nei panni del personaggio ha guadagnato 20 lb (10 Kg) di muscoli e si è concentrato sulla sua componente umana ispirandosi, per le scene d'azione, a pugili come Mike Tyson, dallo stile sia brutale che aggraziato. Qui il personaggio ha 1500 anni ed è uno dei personaggi più forti dell'intero MCU. È uno dei protagonisti della Saga dell'Infinito insieme ad Iron Man, Capitan America, Hulk la Vedova Nera e Occhio di Falco.
- In Thor (2011), vengono mostrate le origini del personaggio, il suo esilio sulla Terra a causa delle macchinazioni di Loki, l'incontro con Jane Foster e il ritorno a Asgard per difenderla dalle mire di conquista del fratello adottivo;
- In The Avengers (2012), si unisce a Iron Man, Hulk, Captain America, la Vedova Nera e Occhio di Falco per affrontare Loki e il suo esercito dei Chitauri;
- In Thor: The Dark World (2013) Loki e Thor collaborano per affrontare Malekith e vendicare la madre Frigga;
- In Avengers: Age of Ultron (2015), assieme al resto degli Avengers, Thor affronta la minaccia di Ultron, un'intelligenza artificiale intenzionata a estinguere la razza umana. Debellato il pericolo decide di lasciare il gruppo e fare ritorno ad Asgard per investigare su una minaccia futura di cui ha avuto una premonizione.
- In Doctor Strange (2016) compare brevemente in un cameo, nella scena a metà dei titoli di coda, chiedendo aiuto allo stregone per cercare suo padre;
- In Thor: Ragnarok (2017) Thor smaschera Loki che aveva assunto le sembianze di Odino e dopo che lui e Loki sono riusciti a trovare Odino, assistono impotenti alla morte del padre e alla liberazione di Hela (primogenita di Odino e loro sorella). Dopo che Hela ha distrutto Mjolnir, quest'ultima manda Thor su Sakaar dove combatterà con Hulk in una arena e organizzerà un piano per tornare su Asgard. Ormai privo del martello, Thor impara a padroneggiare i suoi poteri anche senza Mjolnir riuscendo anche a padroneggiarli meglio di prima. Thor nel tentativo di sconfiggere Hela, provoca il Ragnarok. Thor diventa poi re di Asgard, ora completamente riconciliato con il completamente redento Loki decide di portare i suoi sudditi e quest'ultimo sulla Terra.[224]
- In Avengers: Infinity War (2018), durante il viaggio verso la Terra, Thanos li intercetta, e uccide metà degli asgardiani, compresi Heimdall e Loki; Thor è tra i sopravvissuti e viene salvato dai Guardiani della Galassia. Insieme a Rocket e Groot si reca su Nidavellir e si costruisce una nuova arma, un'ascia fatta dello stesso materiale del Mjolnir. Dopodiché insieme a Rocket e Groot si reca sulla Terra dove affronta l'esercito di Thanos e il Titano stesso ferendolo gravemente ma questi poi riesce a fuggire. Dopo che il Titano ha ottenuto tutte le Gemme, con il loro potere fa dissolvere nel nulla metà popolazione dell'universo, Thor riesce a sopravvivere.
- In Avengers: Endgame (2019) Thor (insieme agli Avengers) rintraccia Thanos e, resosi conto dell'irreversibilità del gesto del Titano, lo uccide. Cinque anni dopo, ha creato una nuova casa per gli asgardiani sopravvissuti, ma è caduto in una grave depressione per via del suo fallimento, ingrassando molto. Malgrado ciò, si riunisce ai suoi compagni per avventurarsi nel regno quantico e recuperare le Gemme dell'Infinito nel passato: torna quindi su Asgard nel 2013 con Rocket per recuperare l'Aether da Jane e incontra la madre, ancora viva, che lo incoraggia a ritrovare la sua forza. Quando Thanos del passato giunge nel presente per prendere le Gemme, lo affronta insieme a tutti gli eroi e gli eserciti distrutti dallo stesso Thanos nel film precedente (e riportati in vita da Hulk usando le Gemme). Dopo la battaglia, affida la guida degli asgardiani a Valchiria e si unisce ai Guardiani della Galassia come il loro nuovo membro.
- Chris Hemsworth riprende il ruolo di Thor nel quarto film dedicato al suo personaggio col titolo Thor: Love and Thunder (2022).

### Home video

#### Lungometraggi di animazione
- Ultimate Avengers (2006);
- Ultimate Avengers 2 (2006);
- Next Avengers - Gli eroi di domani (2008);
- Hulk Vs. Thor e Wolverine[225] (2009);
- Planet Hulk (2010);
- Thor: Tales of Asgard[226] (2011): basato sulla gioventù del personaggio;
- Avengers Confidential: La Vedova Nera & Punisher (2014).

### Televisione

#### Serie a cartoni animati
- The Marvel Super Heroes, prodotta in Canada nel 1966, 65 episodi, 30 minuti, divisi in segmenti da tre episodi di circa 7 minuti incentrati su Capitan America, Hulk, Iron Man, Thor e Namor. In Italia sono stati trasmessi negli anni settanta[227];
- Super Hero Squad Show[228];
- Avengers - I più potenti eroi della Terra (The Avengers: Earth's Mightiest Heroes, 2010-2012);
- LEGO Marvel Super Heroes: Maximum Overload;
- Avengers Assemble (2013);
- Disk Wars: Avengers (2014);
- Future Avengers (2017)
- Marvel Super Hero Adventures (2017)
- What if...? (2021), parte della Fase Quattro del Marvel Cinematic Universe, in cui una versione alternativa di Thor appare come protagonista di un episodio.

#### Apparizioni
- Un episodio de L'Uomo Ragno e i suoi fantastici amici;
- L'Uomo Ragno, doppiato in originale da Jack Angel[229];
- La rivincita dell'incredibile Hulk (1988), Thor è interpretato da Eric Kramer mentre il suo alter ego, il dottor Donald Blake, da Steve Levitt. In tale versione il personaggio è un guerrafondaio libidinoso e amante della birra il cui spirito, incapace di entrare ad Asgard finché non si dimostrerà degno, si impossessa di Blake dopo che questi entra in possesso di Mjolnir, cosa che spingerà il dottore a chiedere aiuto al suo vecchio mentore David Banner[230];
- In due episodi della serie animata dei Fantastici Quattro del 1994;
- In un episodio del 1996 della serie animata L'incredibile Hulk;
- In due episodi della serie animata Ultimate Spider-Man;
- In un episodio di Hulk e gli agenti S.M.A.S.H.;
- Special TV Phineas e Ferb: Missione Marvel;
- Special televisivo LEGO Marvel Super Heroes: Avengers Reassembled;
- Serie animata Guardiani della Galassia.

#### Progetti non realizzati
- Una serie animata di Thor basata sugli artwork di Jack Kirby e prodotta dalla Ruby-Spears Enterprises, programmata per fine anni ottanta, non è stata poi realizzata[231];
- Nel 2000 era prevista anche una serie su di lui[232];
- Nel 2010 Marvel Animation annuncia di avere in programma una serie animata dedicata al personaggio ma, nonostante le bozze fossero state pubblicate online, il progetto non è stato completato[233] e molte delle trame proposte per gli episodi sono diventate parte di Avengers - I più potenti eroi della Terra, in cui Thor è uno dei protagonisti.

### Videogiochi
- Avengers in Galactic Storm
- Marvel Super Heroes
- Marvel vs. Capcom: Clash of Super Heroes
- Marvel: La Grande Alleanza
- LittleBigPlanet
- Marvel: La Grande Alleanza 2
- Marvel Super Hero Squad
- Marvel Super Hero Squad: The Infinity Gauntlet
- Marvel Super Hero Squad Online
- Marvel Super Hero Squad: Comic Combat
- Thor: God of Thunder, basato sul film del 2011[234]
- Marvel vs. Capcom 3: Fate of Two Worlds
- Ultimate Marvel vs. Capcom 3
- Marvel: Avengers Alliance
- Marvel: Avengers Alliance Tactics
- Marvel Avengers: Battle for Earth
- Marvel Heroes
- LEGO Marvel Super Heroes
- Marvel: Sfida dei campioni
- Disney Infinity 2.0: Marvel Super Heroes
- Disney Infinity 3.0
- Marvel Future Fight
- LEGO Marvel's Avengers
- Marvel Avengers Academy
- Marvel vs. Capcom: Infinite
- Fortnite
- Marvel: La Grande Alleanza 3: L'Ordine Nero
- Marvel's Avengers
- Marvel Rivals